# NGC 6862
NGC 6862 (другие обозначения — PGC 64168, ESO 186-2, IRAS20049-5632) — галактика в созвездии Телескоп.
Этот объект входит в число перечисленных в оригинальной редакции «Нового общего каталога».
В галактике вспыхнула сверхновая SN 2010co типа IIP, её пиковая видимая звездная величина составила 16,1.